# Trux Béla
Trux Béla (Miskolc, 1976. június 14.–) magyar író, forgatókönyvíró.

## Életrajza
Szülővárosában él. A budapesti Gábor Dénes Főiskolán informatikai mérnök diplomát szerzett. Pár évig ebben a szakmában dolgozott, de figyelme egy idő után az irodalom felé terelődött. Saját bevallása szerint a körülmények alakulása, a sors miatt lett író.
Diósgyőrben nőtt fel. Az akkor még újjáépítés előtt álló várból sugárzó lovagi romantika és a környék hangulata megalapozták benne a középkor szeretetét.
Íróként leginkább a keresztes háborúk, a magyar őstörténet és az Árpád-ház kora érdekli. Regényeiben, novelláiban többnyire ezt az időszakot dolgozza fel. Saját bevallása szerint nem díszletként használja a történelmet − magát a történelmet akarja megismertetni az olvasókkal. Lehetőleg részrehajlás nélkül, úgy, hogy több nézőpontból mutatja be az eseményeket. Írásait gyakran átszövi a spiritualizmus, amelyről úgy tartja, legalább olyan erős történelemformáló szereppel bír, mint az ismert, lejegyzett okok. Szereti az egyén nézőpontjából bemutatni az eseményeket, miáltal közelebb tudja hozni olvasóit az adott korszakhoz.
Írói tevékenysége mellett ismeretterjesztő előadásokat tart iskolák és könyvtárak számára. Ifjúsági előadásai elsősorban az olvasás és a történelem megkedveltetésére irányulnak, felnőttek számára pedig olyan ismereteket akar átadni, amelyek máskülönben elkerülnék a nagyközönség figyelmét. Előadásaikor célja: izgalmas, szórakoztató, játékos formában átadni az információkat, úgy, hogy a tudás megszerzése észrevétlen és gördülékenyen történjen.
Jelenleg több forgatókönyvön is dolgozik, regénytervei pedig még hosszú évekig ellátják munkával.

## Közéleti tevékenysége
A 2013-ban alakult Történelmiregény-írók Társaságának alapító tagja.

## Művei

### Írói tevékenysége

#### Könyvek

##### Sorozatok
Akkon sorozat:
- A templomos lovag (Aba Kiadó, 2012)
- Akkon ostroma (Aba Kiadó 2012)

Eretnek sorozat:
- Az inkvizítor (Gold Book Kiadó, 2017)

##### Ifjúsági regény
- A torony titka (Főnix Könyvműhely, 2019)

#### Novellák

##### Történelmi novellák
- Gyere velem babám, Istennek kebelére (Sorsok és Évszázadok − TRT Antológia, Historycum Kiadó, 2014)
- Tamata (Oltár Kard Legenda − TRT Antológia, Historycum Kiadó, 2015)
- A kereszt (1956 − Kezében szabadság – ’56-os antológia, 2016)
- A becstelen lovag (Mítoszok és Legendák − TRT Antológia, Historycum Kiadó, 2016)
- Szent Margit Fátyolfőkötője (Oratores Bellatores Laboratores − TRT Antológia, Historycum Kiadó, 2017)
- A keraki esküvő (Évszázadok Ösvényein − TRT Antológia, Historycum Kiadó, 2018)
- Nyulacska (Harcosok Vértanúk Boszorkányok − TRT Antológia, Historycum Kiadó, 2019)
- Keresztúton (TRT Antológia, Historycum Kiadó, 2022)

##### Fantasy novellák
- A bánat könnyei (Kapuk és átjárók – Főnix Könyvműhely, 2016)
- Alsódombi Menyus, aki átjárt a világok között (100 nevű város – Próbagoblin Szolgáltatóház, 2017)
- Az utolsó argenda (Borsod – Magánkiadás, 2022)

##### Sci-fi novellák
- Második vízözön (2045 – Harminc év múlva – Ad Asrta, 2015)
- Otthon (Távoli Kolóniák – Ad Astra, 2016)

#### Tanulmányok
- A templomos lovagok helye a középkor világában (A történettudomány és a történelmi regény – Pázmány Péter Katolikus Egyetem / Historycum Kiadó, 2019)

### Filmes tevékenysége
- 1222 Aranybulla, dokumentumfilm-sorozat, forgatókönyvíró, 2022
- 1222 Aranybulla, film, forgatókönyvíró, 2023

## Külső hivatkozások
- Honlapja
- IMDb oldala
- Facebook oldala
- moly.hu oldala
- moly.hu TRT polca
- Goodreads oldala

### Interjúk
- Az Aranybulla lenyűgözi majd a nézőket – Interjú Trux Béla Forgatókönyvíróval (Forum Hungaricum, 2022. szeptember 7.)
- Fülszöveg – Trux Béla (2020. július 18.)
- A Diósgyőri Vártól Akkonig – Trux Béla 13. százada (magyarkurir.hu − Pallós Tamás írása, 2020. május 9.)

- A torony titka – Trux Béla interjú (Nyakonöntött Próbagoblin Szolgáltatóház, 2019. október 27.)
- Trux Béla és az Inkvizítor (ekulturaTV – 89. Ünnepi Könyvhét, 2018. június 9.) − Ózdi felolvasóest Greta May és Trux Béla írókkal (Kaleidoszkóp 2019. február 19.)
- Modern lovagok (RIDIKÜL 2018. május 9.)
- Eretnek − Trux Béla interjú (Nyakonöntött Próbagoblin Szolgáltatóház, 2017. június 4.)
- Bloginterjú – Trux Béla (Gabó Olvas Blog, 2017. június 1.)

- Megelevenedik a XIII. századi hitvilág (SZON − Szabolcs−Szatmár−Bereg megyei hírportál, 2016. december 21.)*Trux Béla interjú (Lidércfény, 2015. március 22.)

- Akkon titkai, azaz beszélgetés Trux Bélával (Shanara blogja, 2013. január 18.)

- Keresztes lovagok nyomában – Beszélgetés Trux Béla íróval (magyarparnasszus.hu, 2013. január 7.)